# Stanos
Stanos (gr. Στανός) – miejscowość położona w Grecji na półwyspie Chalkidiki w północno-zachodniej części gminy Aristotelis.
Stanos jest drugą w Grecji wioską z ilością rodzin wielodzietnych. Jest położona w województwie Chalkidiki od północy granicząc z prefekturą Saloniki oraz miejscowościami Melissourgos i Nea Madytos, od południowej z Arnea, od zachodniej Marathoussa a od wschodniej Varvara. Stanos znajduje się na wysokości 515 m n.p.m. i zgodnie ze spisem ludności z 2011 roku wieś była zamieszkiwana przez 929 mieszkańców. Od większej miejscowości Arnea odległość wynosi 8 km. W Stanos działa szkoła podstawowa, placówka wychowania przedszkolnego, żłobek, biuro społeczności lokalnej, poczta oraz KAPI (miejsce spotkań mieszkańców). Jest również apteka a kilka razy w tygodniu przyjmuje lekarz. Centralnym punktem miejscowości jest platia - tam odbywa się najwięcej spotkań mieszkańców. Aktywnie działają organizacje kulturalne, stowarzyszenie kobiet oraz zespół sportowy Thyella Stanos w którym wyróżnia się klub piłkarski biorący udział w rozgrywkach ligowych klasy B dla Chalkidiki. Stanos świętuje 1 września swoją patronkę Św. Haido. Mieszkańcy zajmują się głównie budownictwem, rolnictwem, hodowlą zwierząt, pozyskiwaniem drewna i wydobyciem kruszców w pobliskich kopalniach.

## Historia
Istnieją dwie wersje nazwy wioski. Według pierwszej została nazwana na cześć generała Aleksandra Wielkiego o imieniu Stanos, który podobno rozbił obóz w tej okolicy, ponieważ poważnie zachorował i zmarł. Wydaje się jednak, że najbardziej rozpowszechniona wersja zawdzięcza swoją nazwę wielu istniejącym stadom zwierząt (m.in. owiec i kóz) gdyż głównym zajęciem mieszkańców była ich hodowla. Pierwsze pisemne świadectwo o nazwie Stanos znajdujemy w dokumencie klasztoru Megisti Lavra z 1350 roku. Pismo wspomina „wioskę Stanos z winnicami”. Po podboju regionu przez Turków w II połowie XIV wieku ten sam los spotkał również Stanos. Mieszkańcy podobnie jak wszystkie wioski na półwyspie Chalkidiki uczestniczyli w powstaniu narodowym w 1821 roku. Mężczyźni z wioski, kierowani przez Christosa Oikonomou, utworzyli specjalny korpus wojskowy i skonfrontowali armię turecką w rejonie Stavros, dając tym samym kobietom i dzieciom możliwość ucieczki i schronienia się na Górze Athos. Po stłumieniu rewolucji wieś spłonęła, a mieszkańcy rozproszyli się. Wrócili w 1822 roku odbudowując spalone domy. Wielkimi bojownikami rewolucji 1821 roku byli Gioannis Kostas i Christos Oikonomou.

## Odpust św. Haido
Św. Haido jest błogosławioną która urodziła się (ok. 1800 roku) i żyła w  czasie okupacji tureckiej w Stanos. Opierała się tureckiemu najeźdźcy. Właśnie dlatego Turcy torturując doprowadzili ją do męczeństwa. Dziś jest czczona jako bohaterka i święta, a na jej cześć odbywa się festiwal. Pamięć o niej jest świętowana każdego roku dnia 1 września. Kościół pod jej wezwaniem został wybudowany z inicjatywy Nikolaosa Chalkiasa ze składek mieszkańców. Na terenie kościoła odbywają się zajęcia z katechizmu dla wszystkich grup wiekowych, zajęcia z malarstwa, rzeźbienie w drewnie, muzyka bizantyjska, wydarzenia religijne i kulturalne (przemówienia, uroczystości, przedstawienia teatralne). W przeddzień święta odprawiane są nieszpory natomiast 1 września msza święta i procesja w której uczestniczą Metropolita Ierissos, wielu duchownych, władze powiatowe oraz mieszkańcy. Następnie po mszy następuje poczęstunek na który zaproszeni są wszyscy zgromadzeni. W tygodniu poprzedzającym odpust Św. Haido towarzystwo kulturalne zaprasza do Stanos znane zespoły organizując zabawę i festyn dla mieszkańców wsi.

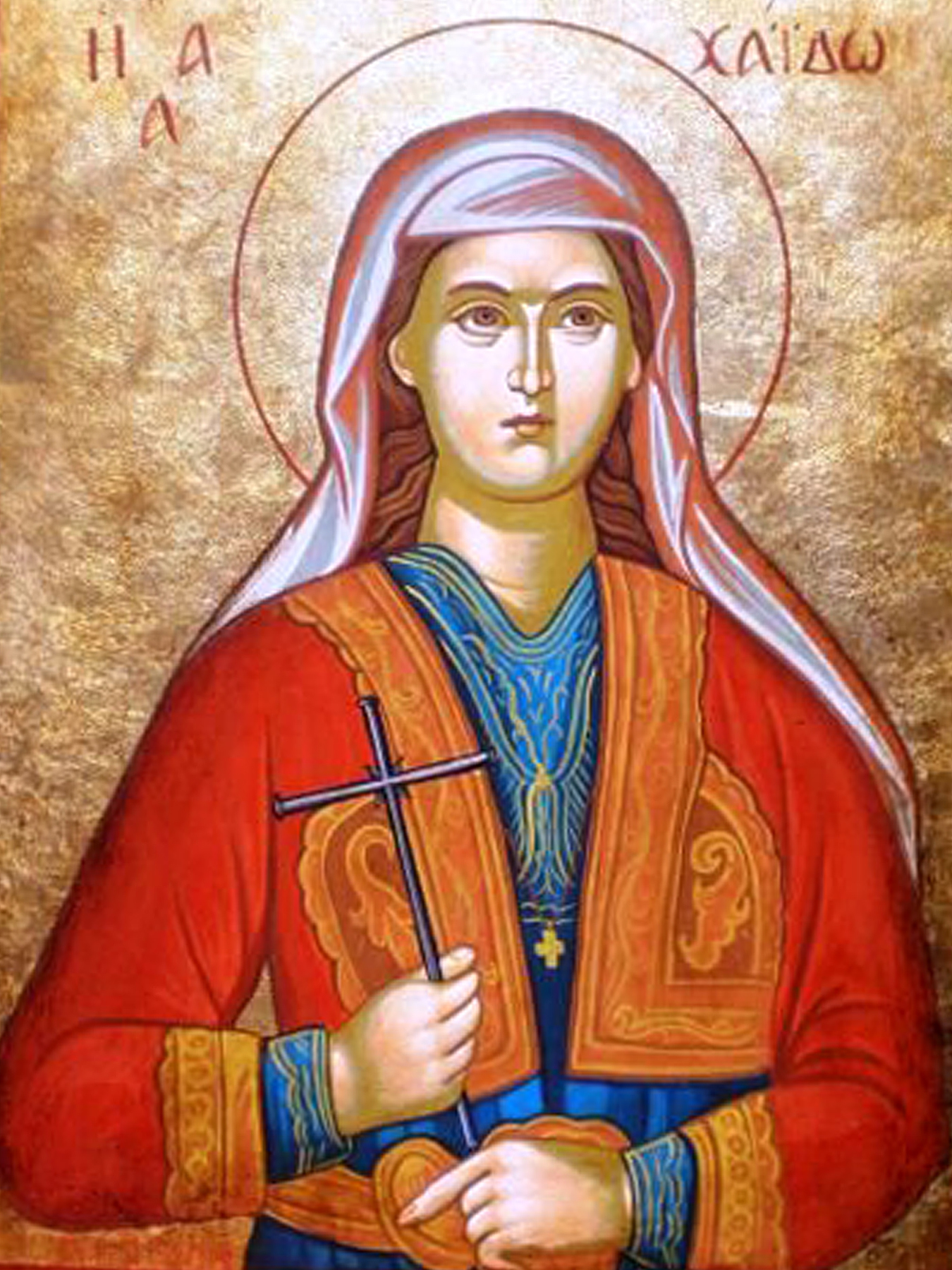
Św. Haido

## 26 grudnia
W dawnych latach większość rodzin miała jedną świnię którą zabijali w drugi dzień Świąt Bożego Narodzenia. Wokół tej tradycji zbierała się cała rodzina wspólnie się bawiąc. Po upieczeniu z mięsa które zostało robili wędliny i smalec a pozostałe mięso solili żeby mieć zapas na dłuższy okres. Ponieważ ta tradycja zanika w gospodarstwach domowych związek kulturalny odnowił kultywowanie tego zwyczaju. W centrum wioski po zakończonej mszy w kościele mieszkańcy rozpoczynają świętowanie. Świnie są pieczone na ognisku i następuje poczęstunek wszystkich zgromadzonych. Tsipouro produkowane pod Stanos, miejscowe wędliny, kiełbaski oraz pieczone mięso z winem goszczą na wszystkich stołach. Natomiast w dużych kotłach jest przygotowywana galareta oraz skwarki. W trakcie imprezy odbywa się zabawa w której uczestniczą zespoły folklorystyczne ze Stanos oraz pobliskich miejscowości. Pieczona świnia oraz wino rozdawane są za darmo. Zwyczaj ten znany jest również w innych pobliskich miejscowościach z których mieszkańcy chętnie przyjeżdżają do Stanos aby w nim uczestniczyć.

## Czysty poniedziałek
Co roku w dniu kiedy zaczyna się post wielkanocny mieszkańcy zbierają się na górce na skraju wioski. Odbywa się konkurs puszczania latawców. Latawiec ma być zrobiony ręcznie, ma mieć ładny wygląd i jak najdłużej unosić się w powietrzu. Przewidziane są nagrody dla zwycięzców konkursu. W trakcie konkursu wydawane są postne posiłki takie jak fasola i chałwa.

## Kościół Wniebowzięcia Najświętszej Maryi Panny

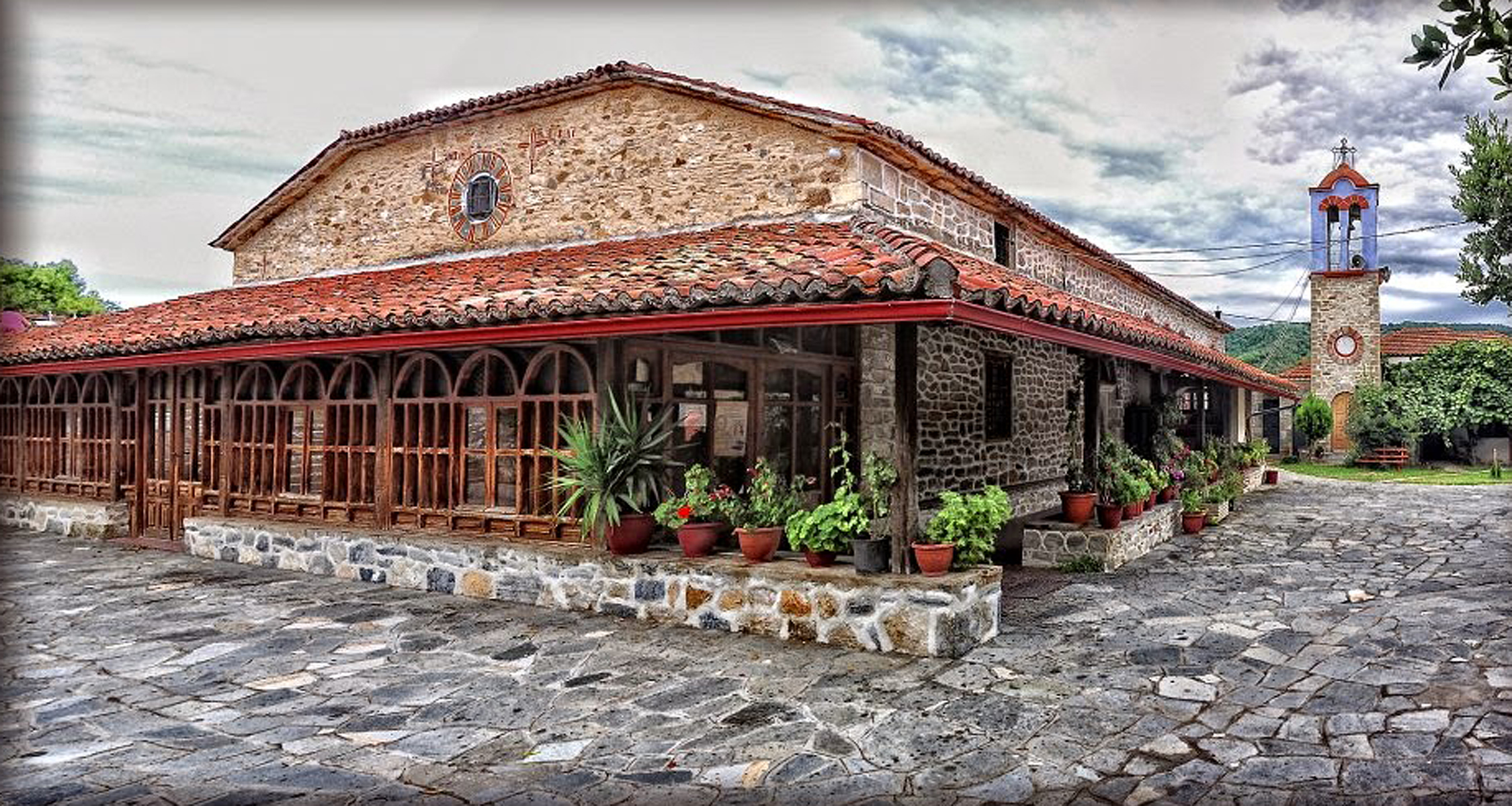
Kościół w Stanos

Jest to bardzo stary kościół wybudowany ok. 1800 roku. Początkowo był nieco mniejszy. W XIX w. w okresie kiedy Grecję okupowali Turcy do wioski zaczęli napływać mieszkańcy innych osad. Wtedy również postanowiono rozbudować kościół do dzisiejszych rozmiarów. Jest on zbudowany z cegły a mury są bardzo szerokie. W zimie w kościele jest ciepło natomiast latem chłodno. Jest poświęcony Wniebowzięciu Najświętszej Maryi Panny a uroczystości każdego roku przypadają na 21 listopada.